# VLA-4
VLA-4 (англ. Very Late Antigen-4; интегрин α4β1) — мембранный белок, гетеродимерный интегриновый рецептор подсемейства β1-интегринов (рецепторы VLA), состоящий из альфа-цепи α4 (CD49d) и бета-цепи β1 (CD29). Играет роль в адгезии лейкоцитов на участке воспаления. Лигандом этого рецептора является молекула клеточной адгезии VCAM-1, экспрессируемая активированными эндотелиальными клетками.

## Функции
VLA-4  (CD49d/CD29) является лейкоцитарным рецептором VCAM-1. Экспрессирован на поверхности большинства лейкоцитов, на нейтрофилах появляется только в особых условиях, связывается с VCAM-1 и фибронектином. В неактивированном состоянии связывается с VCAM-1 на поверхности эндотелиальных клеток с низкой аффинностью. После активации лейкоцита хемокинами, как правило, секретируемыми эндотелиальными клетками в очаге повреждения, интегрин меняет конформацию и связывает VCAM-1 с высокой аффинностью, что приводит к адгезии лейкоцитов на повреждённом эндотелии. VLA-4, альфа-4/бета-7, LFA-1 и Mac-1 являются основными интегринами, ответственными за адгезию лимфоцитов и миелоидных клеток на участке воспаления. 
VLA-4 играет важную роль в гомеостазе распределения гематопоэтических стволовых клеток и зрелых лимфоцитов в организме. 

## В медицине
Ингибирование взаимодействия VLA-4 с его лигандом может способствовать высвобождению и мобилизации стволовых клеток в крови. 